# 俱樂部模型
恐怖主義的俱樂部模型（英語：Club Model of Terrorism）是用來解釋恐怖主義以及宗教激進化的一個經濟學學說，在2000年代由美國經濟學家勞倫斯．雅納寇尼、伊萊．倍兒曼、以及政治學家大衛．萊廷建立。此理論認為許多宗教恐怖主義會出現並具能持續運作，是因為當地政府效能不佳，許多重要資源只能透過具宗教背景的公益組織取得，這些組織為了解決公地悲劇中的搭便車問題，便發生了激進化，來排除搭便車的人。
此學說使用經濟學中的供需法則以及賽局理論，並被用來解釋為什麼埃及的穆斯林兄弟會、巴勒斯坦的哈瑪斯、黎巴嫩的真主黨、阿富汗的塔利班會兼有公益組織和恐怖組織的雙重身份，並能夠取得成功。

## 俱樂部和公地悲劇
在經濟學，俱樂部財是指具有排他性（可以阻止其他人使用），但沒有競爭性的資源。俱樂部模型認為，許多宗教背景的公益組織是一種俱樂部，他們掌握一定的資源，並且可以決定哪些人可以享有這些資源。只要俱樂部的成員數量有限，或者成員貢獻給俱樂部的資源不低於他們拿取的資源，資源就不會用盡。
然而，當所在地區缺乏基本的社會資源如醫療、教育、治安、借貸等等，造成宗教慈善組織成為取得這些資源的重要管道時，許多人會為了取得這些資源而加入這些組織，然而這會造成公地悲劇，每個人都過量使用這些資源，造成資源被用完。此外，若政府提供優惠給這些宗教公益組織時，也會吸引更多人為了這些優惠而加入，加劇困難。

## 激進化
為了減少這些只享受不付出的搭便車成員，許多組織採用的解決方式是激進化，用嚴格的紀律要求成員必須付出大量的成本，例如志工活動、宗教教育訓練、禁慾、飲食禁忌、服裝規定、以至於高風險的武裝活動等等，以此勸退較為自私的成員，留下最忠誠的成員。
除了規範自己的成員，當這些組織掌權時，也可能在管轄地區立下極為保守的規範，來避免既有的成員把資源用在組織之外或是被花花世界吸引而退出，例如強制女性穿罩袍、禁止煙酒、禁止男女互動等等。
也有些宗教組織解決公地悲劇的方式是和平的，例如重浸派基督教的阿米什人，透過「走跳期」的活動讓年輕人到城市中生活，體驗外面的世界，被外界吸引的成員就會自願退出。耶穌基督後期聖徒教會將年輕的信徒派到世界各地傳教，在完全不同的文化環境中生活，若是耐不住考驗或被異國文化吸引，就會脫離教會。哈雷迪猶太教則要求極長的葉史瓦宗教訓練，男性必須把所有時間投入到研讀猶太教經典直到三、四十歲，而不學習其他有利於謀生的技能。這些機制也都能確保只有最忠誠的成員留下。

## 恐怖攻擊的能力
有公益活動背景的恐怖組織，相較於沒有此背景的恐怖組織，有兩大優勢。一是成員忠貞，二是有社群支持。
成員忠貞的主要好處是可以防止人員叛逃或通風報信；對武裝組織來說，人員叛逃的損失遠大於人員被擊斃。忠貞的成員也有利於執行自殺攻擊。根據俱樂部模型的分析，自殺攻擊屬於高成本的攻擊，必然損失至少一名成員，並且可能因違反主流文化的價值觀而降低組織的聲望；但由於嚴密的反恐維安，造成恐怖組織不得不出此下策。由於激進化後留下的成員特別忠誠，因此有辦法執行自殺攻擊。
社群支持，則有利於招募新成員、募捐物資、以及避免通風報信。
在以色列和黎巴嫩的研究顯示，有公益活動背景的恐怖組織，發動自殺恐攻的次數更頻繁，而且每次攻擊造成的死傷人數也更高。

## 對於反恐的見解
此學說將恐怖主義的成因歸咎於經濟發展不均，宗教只是催化劑，神學教義並不是造成恐怖主義的根本因素；恐怖份子的核心特質是具有無私奉獻的精神，並且他們的行為符合經濟理性，不是出於無知、盲信、仇恨或無助。由於恐怖組織能在理性分析後使用不對稱戰爭的手段，正規軍要打贏必須符出高額的成本；相較之下，改善民生條件使人們沒有動機加入宗教慈善組織，並提供獎勵讓激進派的人員退休，可能會是更有效的反恐策略。